# Кивирян, Арутюн Арутюнович
Арутюн Арутюнович Кивиря́н (род. 23 августа 1993) — российский космонавт-испытатель отряда ФГБУ «НИИ ЦПК имени Ю. А. Гагарина». Опыта космических полётов не имеет. До поступления в отряд космонавтов работал инженером-испытателем 2-й категории РКК «Энергия».

## Биография
Родился 23 августа 1993 года в городе Майкопе, Республика Адыгея, Российская Федерация.
В 2003 году, после завершения обучения в начальных классах школы № 33 города Майкопа, поступил в класс с математическим уклоном лицея № 19 города Майкопа. В 2007—2010 годах обучался в Санкт-Петербургском Суворовском военном училище.
В 2015 году завершил обучение на кафедре ракетостроения факультета ракетно-космической техники Балтийского государственного технического университета «Военмех» имени Д.Ф. Устинова по специальности «ракетостроение». Дипломный проект разрабатывал на базе отдела «Проектирования ракет-носителей и адаптации ракет космического назначения» РКК «Энергия» имени С.П. Королева. Защитил дипломный проект перед государственной комиссией, при РКК «Энергия» имени С.П. Королева на оценку «отлично». По итогам защиты присвоена квалификация «инженер».
С 2012 года по 2015 год проходил обучение на военной кафедре по ВУС «Эксплуатация и ремонт корабельных комплексов крылатых ракет», по окончании присвоено звание лейтенант.
В 2019 году проходил обучение в ГАПОУ «Техникум им С.П. Королева» по специальности «оператор станков с программным управлением» по окончании присвоена квалификация «Оператор станков с программным управлением 4-го разряда».
По окончании БГТУ «Военмех» назначен инженером Лётно-испытательного отдела ОАО «РКК «Энергия» им. С.П. Королёва». В 2016 году – инженер-испытатель 3 категории лётно-испытательного отдела ПАО «РКК «Энергия» им. С.П. Королёва». Во время работы принимал участие в испытаниях перспективных пилотируемых космических комплексов в составе представителей летно-испытательного отдела, в разработке и экспертной оценке элементов и систем перспективных пилотируемых космических аппаратов, а также оборудования, снаряжения и элементов тренажно-стендовой базы ОАО «РКК «Энергия» и смежных организаций.
К моменту зачисления в отряд космонавтов работал инженером-испытателем 2-й категории РКК «Энергия».

## Космическая подготовка
11 декабря 2017 года подал документы для участия в открытом наборе 2018 года. Успешно участвовал во всех этапах отбора, но не прошёл по конкурсу.
27 января 2021 года решением Межведомственной комиссии назван одним из победителей конкурса по третьему отбору 2019-2021 годов в отряд космонавтов и рекомендован к назначению на должность кандидата в космонавты-испытатели отряда Роскосмоса. С 1 апреля 2021 года числится в штате отряда космонавтов.
В июне 2021 года на базе 179-го спасательного центра МЧС России в Ногинске и при содействии сотрудников МЧС России в составе условного экипажа вместе с Александром Колябиным и инструктором ЦПК принял участие в тренировке условного экипажа по действиям после посадки спускаемого аппарата на водную поверхность. Получил квалификацию «Водолаз». 
31 января - 2 февраля 2022 года в составе условного экипажа вместе с Александром Колябиным и Сергеем Тетерятниковым принял участие в тренировке условного экипажа по действиям при посадке в лесисто-болотистой местности зимой.
14 июня 2023 года успешно сдал в ЦПК имени Ю.А. Гагарина государственный экзамен, завершающий двухгодичный курс общекосмической подготовки, 16 июня решением межведомственной квалификационной комиссии кандидату в космонавты Арутюну Кивиряну присвоена квалификация «космонавт-испытатель».

### Участие в экспериментах
- В 2017 году был кандидатом в экипаж 17-суточной изоляции — проект «SIRIUS-17»;
- В 2018 году был кандидатом на участие в эксперименте 21-дневной сухой иммерсии в ИМБП РАН;
- Кандидат на участие в 8-месячном эксперименте SIRIUS-20.

### Квалификации
- инженер (2015);
- оператор станков с программным управлением 4-го разряда (2019).

### Спортивные достижения
С 2007 года активно занимается дзюдо и полиатлоном, имеет 1-й спортивный разряд.

## Семейное положение
- Отец — Кивирян Арутюн Борисович (1970 г.р.), пчеловод-предприниматель.
- Мать — Кивирян Анжелика Ашотовна (1970 г.р.)
- Брат — Борис (род. 1999), окончил Военную академию РВСН им. Петра Великого, филиал г. Серпухов.

### Увлечения
Музыка, дельтапланеризм.